# Wiktor Bater
Wiktor Bater (ur. 24 września 1966 w Warszawie, zm. 7 kwietnia 2020 tamże) – polski dziennikarz, korespondent polskich mediów w Rosji, ekspert i komentator spraw wschodnich.

## Życiorys
Pracę jako dziennikarz zaczął w 1992. Był korespondentem w Moskwie, w latach 1994–1999 Informacyjnej Agencji Radiowej, a w latach 1999–2007 stacji TVN. Został niegroźnie postrzelony w trakcie relacji telewizyjnej z ataku na szkołę w Biesłanie dla TVN24. Po tym zdarzeniu polskie media błędnie podały informację o jego śmierci.
Od listopada 2007 do stycznia 2009 był korespondentem Telewizji Polskiej w Rosji. Następnie od września 2009 do października 2011 był korespondentem Wydarzeń i Polsat News w Moskwie. Będąc reporterem Polsat News, jako pierwszy podał informację o katastrofie prezydenckiego samolotu pod Smoleńskiem. W 2010 otrzymał nagrodę Grand Press w kategorii News za relację wydarzeń związanych z katastrofą w Smoleńsku.
Od września 2012 był stałym korespondentem tygodnika Wprost. Został redaktorem naczelnym kanału Pomorska.TV.
Jako korespondent z Rosji współpracował z Radiem Zet. Od kwietnia 2015 do czerwca 2019 był szefem newsroomu w Superstacji, od lipca do września 2016 prowadził tam Rozmowę dnia. Był też gospodarzem programu Dookoła Świata. Od 2019 pracował w Halo.Radio. Zbierał pieniądze na wyjazd do Rożawy, by relacjonować turecką inwazję na Syrię. Przez jego zły stan zdrowia wyjazd nie doszedł do skutku. Zawiesił współpracę z radiem ze względu na problemy osobiste.
Autor książki Nikt nie spodziewa się rzezi (Notatki korespondenta wojennego) z 2008, w której opisał życie w oblężonym Sarajewie, Bagdad pod amerykańską okupacją oraz atak terrorystyczny w Biesłanie.
1 kwietnia 2020 miał wrócić na antenę Halo.Radio jako prowadzący audycję poranną, jednak nie przyszedł do pracy. Ostatni raz był w radiu 24 lutego jako gość w audycji Wojciecha Krzyżaniaka. 7 kwietnia został znaleziony martwy w swoim mieszkaniu na warszawskim Grochowie przez znajomą. Policja wykluczyła udział osób trzecich. Na kilka miesięcy przed śmiercią trafił do Kliniki Psychiatrii i Stresu Bojowego MON w Warszawie, gdzie leczył się po doświadczeniach z wojen w Osetii, Jugosławii i Afganistanie. Został pochowany 20 kwietnia na cmentarzu parafialnym w Izabelinie.

## Życie prywatne
Był żonaty z pochodzącą z Abchazji księżniczką Shazi, z którą miał syna Leona.